# Édith de Mercie
Ne doit pas être confondu avec Édith au Col de cygne.
Titre
Reine consort d'Angleterre
6 janvier 1066 – 14 octobre 1066
(9 mois et 8 jours)
Édith ou Ealdgyth est une princesse anglo-saxonne du XIe siècle qui est successivement reine consort de Gwynedd, puis d'Angleterre.

## Biographie
Édith est la fille du comte de Mercie Ælfgar et la sœur d'Edwin et Morcar. Elle épouse en premières noces Gruffydd ap Llywelyn, sans doute vers 1057. On ne leur connaît qu'une fille, Nest, qui épouse par la suite un baron anglo-normand du Herefordshire, Osbern fitz Richard.
Après la mort de Gruffydd en 1063, Édith se remarie avec Harold Godwinson à une date inconnue. Celui-ci cherche vraisemblablement à s'assurer le soutien de la puissante famille de sa nouvelle épouse. Lors de l'invasion normande de 1066, les frères d'Édith la font conduire de Londres à Chester pour plus de sécurité. On ignore ce qu'il advient d'elle après cela.
Édith donne naissance à un fils posthume du roi, également nommé Harold, après Hastings. Un autre fils d'Harold, Ulf, pourrait aussi bien être le fils d'Édith que de la concubine Édith au Col de cygne, auquel cas Harold et Ulf seraient jumeaux.